# Бібліотека імені Степана Олійника
Бібліотека імені Степана Олійника — бібліотека в Деснянському районі міста Києва в мікрорайоні Лісовий масив. Заснована у 1972 році. Розташована за адресою — вулиця Кубанської України, 22. Назва на честь українського поета-сатирика Степана Олійника.
Площа бібліотеки становить 118,6 кв. метрів. Фонди бібліотеки нараховують більше 24,700 примірників книг та періодичних видань.
Бібліотека обслуговує користувачів в читальному залі (12 місць) та на абонементі.
Робота бібліотеки спрямована на висвітлення проблем ґендерної політики та питання ролі жінки у розвитку суспільства.